# Edifici d'habitatges al carrer Caputxes, 5-6 (Barcelona)
L'edifici d'habitatges al carrer Caputxes, 5-6 de Barcelona està catalogat com a bé cultural d'interès local.

## Història i descripció
Es tracta d'un conjunt de dos edificis originàriament independents, units entre 1996 i 1997 per a obtenir habitatges amb les condicions mínimes exigibles. Les obres foren encarregades per l'empresa COTONERS 89 SA a l'arquitecte Fernando Chopitea Rigo. Ambdós presenten una arquitectura pròpia del segle xviii, encara que bastit sobre estructures medievals, com s'ha pogut apreciar amb les restes aparegudes en els seus paraments.
L'edifici del número 5 s'aixecava sobre una parcel·la molt petita, d'origen medieval, ocupant la banda més meridional de la nova finca, amb façanes a la plaça de Santa Maria, i als carrers de l'Anisadeta i deCaputxes. En alçada consta de planta baixa i quatre plantes amb coberta plana transitable. A la planta baixa hi ha un portal a cadascuna de les façanes, mentre que a la resta de plantes hi ha un únic eix vertical d'obertures per façana. A la primera planta hi ha una balconada correguda que volta les tres façanes, resseguint les dues cantonades. Aquesta balconada es compon d'una estructura metàl·lica en voladís on es disposa una llosana de rajoles amb la flor de gira-sol, tancada per una barana amb barrots de ferro forjat. En el seu origen mantenia una escala de cargol de reduïdes dimensions que donava accés als petits habitatges de planta. Aquesta escala ha estat enderrocada en ser annexionat l'edifici amb la casa veïna número 6, que manté l'escala d'origen barroc, encara que amb una modificació a la planta baixa que la gira cap a la plaça de Santa Maria. A l'interior cal destacar la recuperació de pintures decoratives dels sostres interiors dels habitatges.
L'edifici del número 6 és de planta complexa, amb dos cossos diferenciats. El primer està ubicat entre els carrers de Caputxes i Plegamans, i l'altre que, passant per damunt del primer dels carrers, té façana a la plaça de Santa Maria. Tots dos tenen una alçada de planta baixa i quatre pisos sota coberta plana transitable rematada per una torratxa coberta amb teules vidriades situada al damunt de la caixa d'escales dels veïns. La sustentació del volum edificat sobre el carrer es fa mitjançant un embigat que reposa en dos arcs adovellats: un de mig punt sobre impostes -a la banda del carrer de l'Anisadeta- i l'altre, carpanell molt rebaixat. L'origen medieval de la construcció es testimonia per una columna octogonal que sustenta un cos volat al carrer de les Caputxes.